# جورج سبراج
كان جورج فريدريك سبراج (3 سبتمبر 1902-24 نوفمبر 1998) عالمًا في علم الوراثة وباحثًا في الذرة. كان عضوًا في هيئة التدريس في جامعة ولاية أيوا وجامعة إلينوي وباحثًا في وزارة الزراعة الأمريكية. يرجع الفضل إليه في تطوير خط قوي وراثيًا من الذرة يُعرف باسم Iowa Stiff Stalk Synthetic. حصل سبراغ على جائزة وولف في الزراعة، وكان أيضًا زميلًا في الجمعية الأمريكية لتقدم العلوم وعضوًا في الأكاديمية الوطنية للعلوم.